# Chevy Chase View
La ville de Chevy Chase View est située dans le comté de Montgomery, dans l’État du Maryland, aux États-Unis. Sa population s’élevait à 1 005 habitants lors du recensement de 2020.